# Pierre Vorster
Pour les articles homonymes, voir Vorster.
Pierre Vorster (né le 6 novembre 1969) est un athlète sud-africain, spécialiste du saut en hauteur. 

## Biographie
En 1993, Pierre Vorster est médaillé de bronze lors des Championnats d'Afrique, derrière le Sud-Africain Flippie Van Vuuren et le Mauricien Khemraj Naïko.
Deux ans plus tard, il remporte la médaille d'or aux Jeux africains de 1995 devant le Mauricien Khemraj Naïko et le Nigérian Anthony Idiata..

## Palmarès
| Date | Compétition            | Lieu   | Résultat | Épreuve         | Performance |
| ---- | ---------------------- | ------ | -------- | --------------- | ----------- |
| 1993 | Championnats d'Afrique | Durban | 3e       | Saut en hauteur | 2,13 m      |
| 1995 | Jeux africains         | Harare | 1er      | Saut en hauteur | 2,22 m      |